# Antonio Monguzzi
Antonio Monguzzi (Monza, 23 novembre 1938) è un allenatore di calcio ed ex calciatore italiano, di ruolo difensore.
Con le sue 368 presenze è il giocatore ad aver giocato più partite ufficiali con la maglia del Siena.

## Carriera

### Giocatore
Nel 1959 passa dal Forlì, squadra di Serie C, al Messina, con cui nella stagione 1959-1960 gioca 2 partite in Serie B. L'anno seguente è passato al Siena, con cui ha giocato per molti anni in Serie C segnando un unico gol, il 28 marzo 1965 in Anconitana-Siena (1-1). Ha poi giocato nel Siena anche nella stagione 1970-1971 e nella stagione 1971-1972, entrambe in Serie D.

### Allenatore
Dopo il ritiro inizia ad allenare nelle giovanili del Siena, guidando la prima squadra nelle ultime partite della stagione 1972-1973 e nella parte finale della stagione 1973-1974, entrambe in Serie D. Ha poi ripreso ad allenare nelle giovanili bianconere fino a quando nella stagione 1977-1978 ha sostituito Ettore Mannucci sulla panchina della prima squadra dei toscani, in Serie C; a fine anno la squadra toscana retrocede nel nascente campionato di Serie C2, nel quale Monguzzi allenò la squadra per un breve periodo nella stagione 1978-1979 sostituendo Mario Mazzoni prima di essere a sua volta sostituito da Ottavio Bianchi.